# Saison 2016 des Astros de Houston
La saison 2016 des Astros de Houston est la 55e saison en Ligue majeure de baseball pour cette franchise et sa 4e en Ligue américaine.
Un faux départ coule les Astros en 2016. Ils ne gagnent que 7 matchs sur 24 en avril,, le premier mois de la saison. Même s'ils sont la meilleure équipe des majeures du 24 mai au 6 septembre, ils sont incapables de rattraper le terrain perdu et terminent au 3e rang de la division Ouest de la Ligue américaine, avec un retard de 11 matchs sur le club de première place, les Rangers du Texas. Ils complètent l'année avec 84 victoires - seulement deux de moins qu'en 2016 - contre 78 défaites pour un deuxième bilan positif en autant d'années. Candidat au titre de joueur par excellence de la saison, José Altuve des Astros est le champion frappeur de la Ligue américaine pour la seconde fois en trois ans. 

## Contexte
À peine deux ans après une saison 2013 de 111 défaites, les Astros remportent 86 matchs contre 76 défaites en 2015, améliorant leur fiche de 2014 par 16 victoires et décrochant leur première qualification depuis 2005 pour les séries éliminatoires. C'est aussi leur première saison gagnante et leur meilleure performance depuis 2008. Ils s'y qualifient comme meilleur deuxième en prenant le second rang de la division Ouest de la Ligue américaine, deux matchs derrière les Rangers du Texas. Deux joueurs des Astros, Dallas Keuchel et Carlos Correa, remportent respectivement les prix du meilleur lanceur et de la meilleure recrue de 2015 dans la Ligue américaine. Menés par une offensive qui frappe le second meilleur total de coups de circuit (230) des majeures en 2015, les Astros font amende honorable en matchs d'après-saison, gagnant le match de meilleur deuxième pour éliminer les Yankees de New York, puis poussant les éventuels champions, les Royals de Kansas City, à la limite de la Série de divisions.

## Calendrier pré-saison
L'entraînement de printemps 2016 des Astros se déroule du 3 mars au 1er avril.

## Saison régulière
La saison régulière de 162 matchs des Astros débute le 4 avril par une visite aux Yankees de New York et se termine le 2 octobre suivant. Le premier match local de la saison à Houston est programmé pour le 11 avril face aux Royals de Kansas City.

### Classement
| Ligue américaine division Ouest | V  | D  | %    | Diff. | Diff. (séries) |
| ------------------------------- | -- | -- | ---- | ----- | -------------- |
| Rangers du Texas                | 95 | 67 | ,586 | -     | -              |
| Mariners de Seattle             | 86 | 76 | ,531 | 9     | 3              |
| Astros de Houston               | 84 | 78 | ,519 | 11    | 5              |
| Angels de Los Angeles           | 74 | 88 | ,457 | 21    | 15             |
| Athletics d'Oakland             | 69 | 93 | ,426 | 26    | 20             |

## Affiliations en ligues mineures
| Niveau            | Équipe                        | Ligue                         |
| ----------------- | ----------------------------- | ----------------------------- |
| AAA               | Grizzlies de Fresno           | Ligue de la côte du Pacifique |
| AA                | Hooks de Corpus Christi       | Texas League                  |
| A-Advanced        | JetHawks de Lancaster         | California League             |
| A                 | River Bandits des Quad Cities | Midwest League                |
| A (saison courte) | Tri-City ValleyCats           | New York - Penn League        |
| Ligue des recrues | Astros de Greeneville         | Appalachian League            |
| Ligue des recrues | Gulf Coast League Astros      | Gulf Coast League             |
| Ligue des recrues | DSL Astros                    | Dominican Summer League       |